# 8011 Saijokeiichi
A 8011 Saijokeiichi (ideiglenes jelöléssel 1989 WG7) a Naprendszer kisbolygóövében található aszteroida. Endate Kin és Vatanabe Kazuró fedezte fel 1989. november 29-én.